# Cystolepiota ompnera
Cystolepiota ompnera is een meercellige schimmel behorend tot de familie Agaricaceae. De wetenschappelijke naam van de soort werd in 1871 gepubliceerd door Miles Joseph Berkeley en Christopher Edmund Broome als Agaricus ompnerus. In 1986 is de soort door Pegler in het geslacht Cystolepiota geplaatst.